# Hermann Ehmann

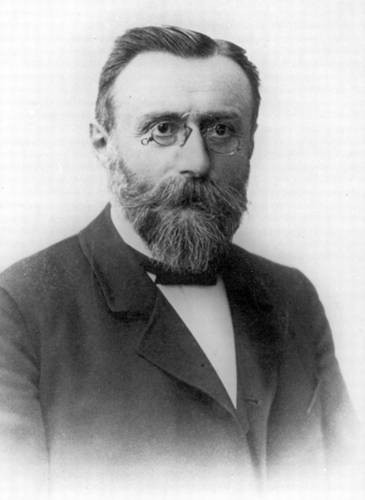
Hermann Ehmann

Hermann Ehmann, seit 1905 Hermann von Ehmann, (* 10. Juni 1844 in Möckmühl; † 7. Dezember 1905 in Stuttgart) war ein deutscher Wasserbau-Ingenieur und württembergischer Baubeamter.

## Leben
Als Sohn des Stadtpfarrers wurde Hermann Ehmann am 10. Juni 1844 in Möckmühl geboren. Nach dem Schulabschluss studierte er ab 1861 Ingenieurwesen am Polytechnikum Stuttgart und bestand 1866 das erste Staatsexamen. Nach einem Eisenbahnbaupraktikum startete er 1870 als Ingenieurassistent beim Staatlichen Wasserbauamt in Stuttgart. Dort war seine Hauptaufgabe die Realisierung der so genannten Albwasserversorgung, die von seinem Vetter Karl Ehmann geplant wurde. Von Anfang an war er mit diesem gigantischen Projekt befasst. Der Wasserbau sollte sein Lebensberuf werden. Hermann Ehmann befasste sich nicht nur mit der Wasserversorgung der Albgemeinden, sondern auch mit dem Aufbau der Gruppenwasserversorgung im nördlichen Schwarzwald und auf den Fildern sowie mit diversen Einzelwasserwerken für Städte und Gemeinden in anderen Landesteilen, zum Beispiel in Calw, Balingen, Degerloch, Mundelsheim, Emmingen und Kayh.

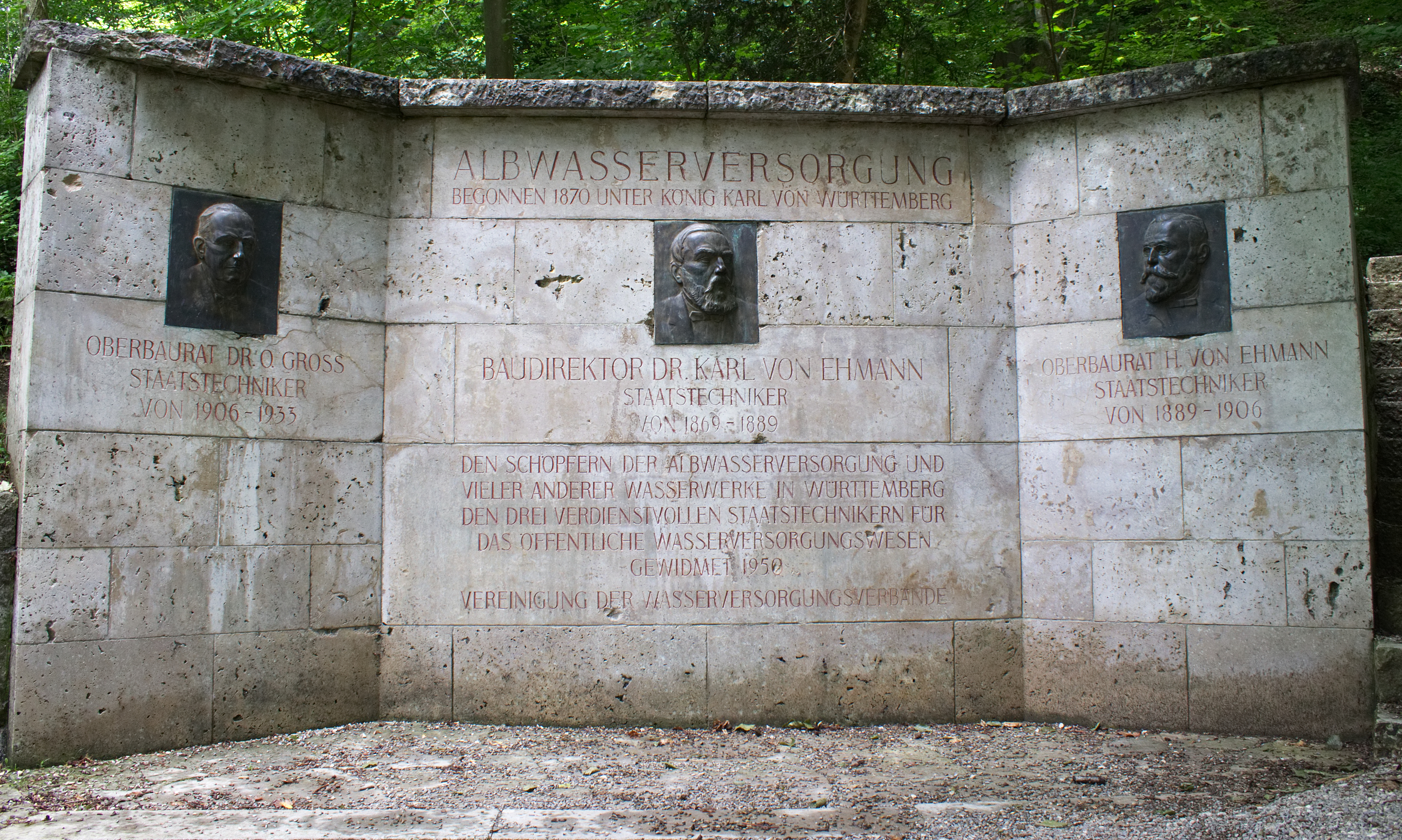
Denkmal am Blautopf in Blaubeuren für die Schöpfer der Albwasserversorgung und vieler anderer Wasserwerke in Württemberg. Rechts: Hermann Ehmann.

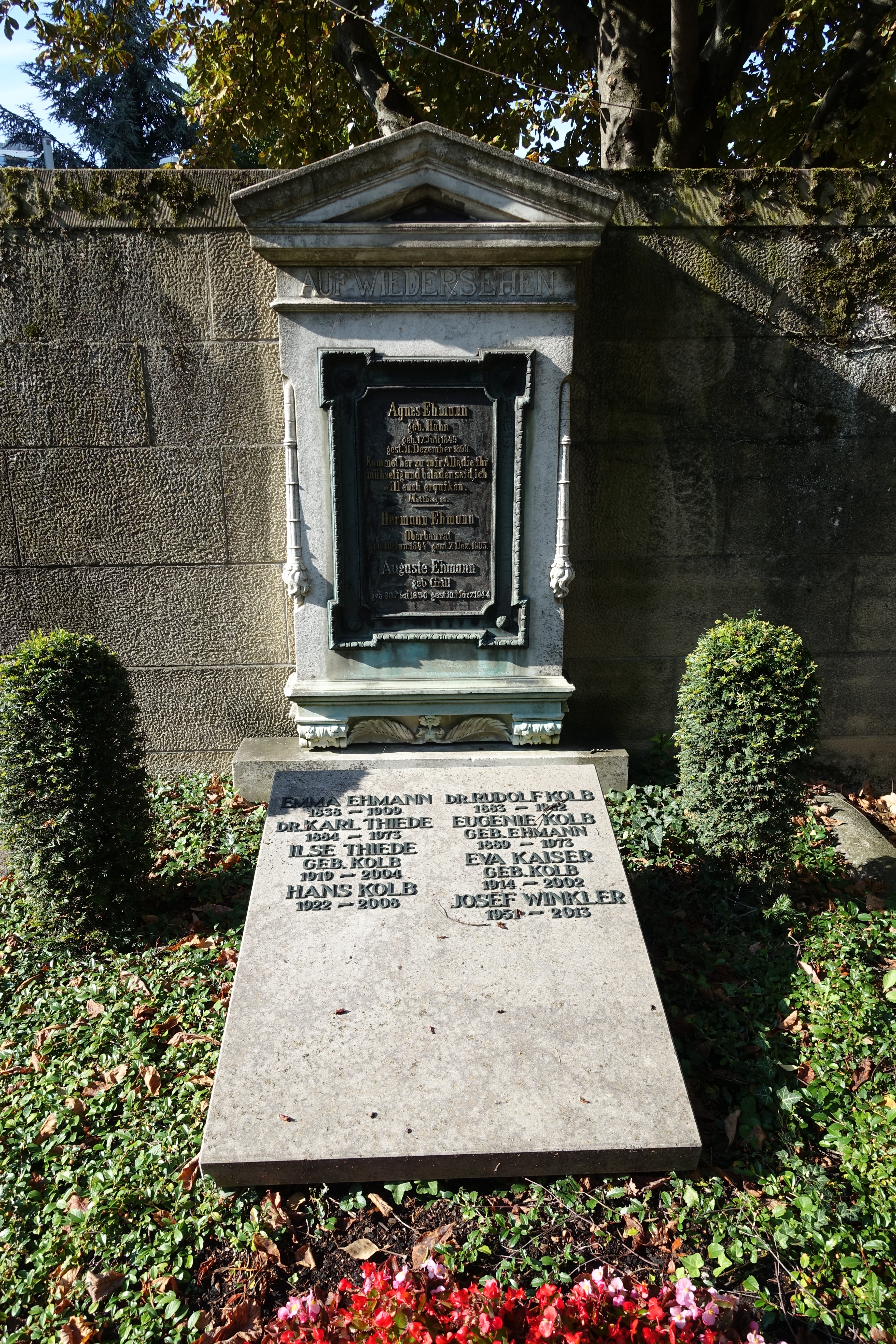
Grab von Hermann Ehmann auf dem Pragfriedhof

König Karl I. ernannte ihn 1877 zum Zweiten Staatstechniker von Württemberg auf Lebenszeit. Ab 1889 führte er damit das Lebenswerk seines Vetters, Baurat Karl Ehmann, bis zu seinem Tod fort. Im Jahre 1884 wurde er zum Ersten Techniker in Württemberg ernannt. Fünf Jahre später, 1889, wurde er zum Baurat befördert und schließlich 1897 zum Oberbaurat. König Wilhelm II. verlieh ihm im Frühjahr 1905 das mit dem persönlichen Adel verbundene Ehrenkreuz des Ordens der Württembergischen Krone. Wenige Monate später, am 7. Dezember 1905, starb Ehmann überraschend beim Antritt einer Dienstreise. Er wurde auf dem Pragfriedhof in Stuttgart (Westmauer) begraben.
Sein Nachfolger im Amt war Bauinspektor Oskar Groß.

## Ehrungen
Zahlreiche Städte und Gemeinden verliehen Ehmann die Ehrenbürgerwürde wegen seiner Verdienste um die Wasserversorgung:
Degerloch (1885), Wangen im Allgäu (1888), Kayh (17. Mai 1894), Balingen (17. Dezember 1896), Hausen ob Urspring, Ingstetten und Justingen.